# Aer Arann
Ne doit pas être confondu avec Aer Arann Islands.
 (novembre 2018).
 (novembre 2018).
Aer Arann (code AITA : RE ; code OACI : REA) est une ancienne compagnie aérienne irlandaise, autrefois limitée à la desserte des îles d'Aran à partir de Galway.
Elle a transporté 1,15 million de passagers en 2005.

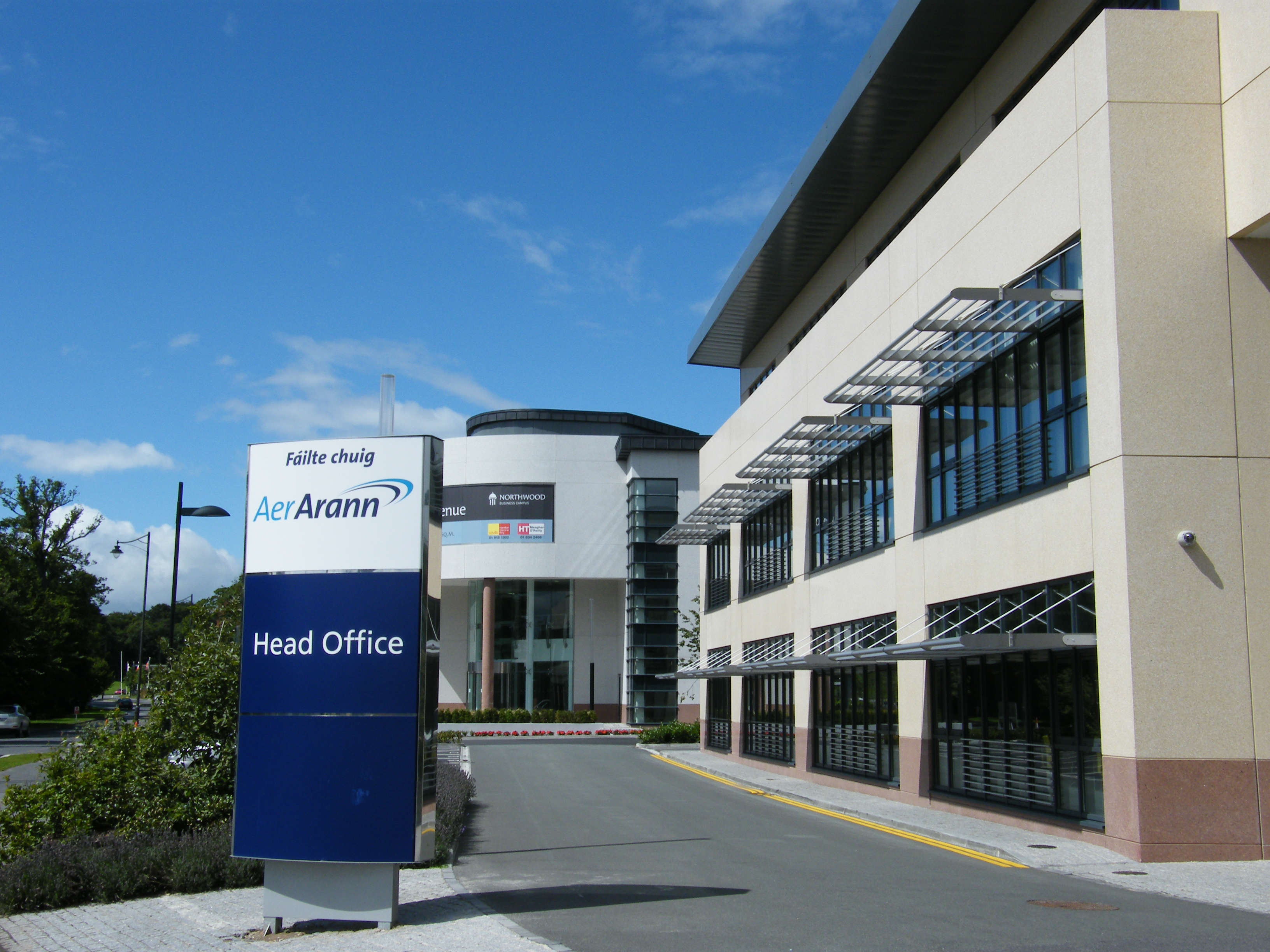
Le siège d'Aer Arann à Dublin en 2008.

Dans les années 1970, Aer Arann commença à desservir les îles d'Aran à partir de Galway, permettant une navette entre chacune des trois îles et l'Irlande. En 1994 Padraig O'Ceidigh acheta Aer Arann et développa de nouvelles destinations (en particulier vers la Grande-Bretagne) et modernisa la flotte.
Aer Arann était l'une des compagnies aériennes régionales au développement le plus rapide au monde, avec un chiffre d'affaires dépassant les 60 millions d'euros et avec un nombre de passagers de 1,15 million en 2005 (625 000 pour 2003).
En mars 2014, Aer Arann est devenue Stobart Air.

## Faits notables
- Aer Arann était la troisième compagnie en nombre de passagers opérant depuis l'aéroport de Dublin, après Aer Lingus et Ryanair ;
- Aer Arann est la principale compagnie desservant l'aéroport de Cork ;
- Aer Arann opère plus de 400 vols réguliers par semaine.

## Flotte

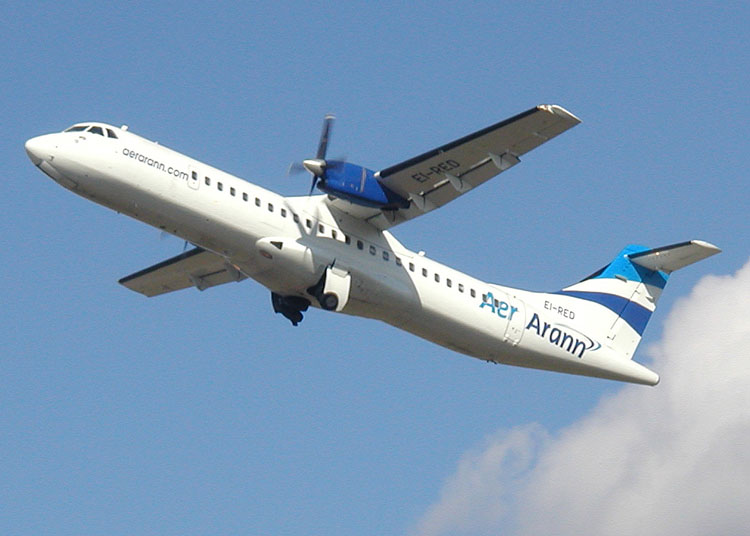
ATR 72 d'Aer Arann.

Au 2 février 2014, la flotte d'Aer Arann était composée ainsi :
Au 2 février 2014, l'âge moyen de la flotte était de 11,1 ans.